# Момче с рибка
„Момче с рибка“ е фонтан в град Сандански.

## Местоположение
Фонтанът се намира в средата на Градския парк „Свети Врач“, срещу пътя за МБАЛ „Югозапазна болница“.

## История
Паркът е открит през 1916 година, а фонтанът е изграден през 1940 година. Това е най-старият фонтан на територията на Сандански. През годините се превръща в една от емблемите на парка.

## Композиция
Фонтанът „Момче с рибка“ е кръгъл. В средата му има направено грамадка от шуплест камък. Върху нея стои статуя на дете, което държи риба, из чиято уста изскача вода.